# Šlomo Perlstein
Šlomo Perlstein (hebrejsky: שלמה פרלשטיין, žil 2. září 1902 – 19. dubna 1979) byl izraelský politik a poslanec Knesetu za strany Všeobecní sionisté, Liberální strana a Gachal.

## Biografie
Narodil se ve městě Přemyšl, v tehdejším Rakousku-Uhersku (dnes Polsko). Vystudoval základní a střední školu ve městě Baden. Podnikatel v hoteliérství. V roce 1933 přesídlil do dnešního Izraele.

## Politická dráha
Angažoval se v hnutí Tchelet-Lavan. Od roku 1942 byl předsedou Všeobecné asociace obchodníků. Zasedal v městské samosprávě v Tel Avivu. V izraelském parlamentu zasedl poprvé po volbách v roce 1951, do nichž šel za Všeobecné sionisty. Byl členem parlamentního výboru pro záležitosti vnitra, výboru pro ekonomické záležitosti, finančního výboru a výboru práce. Předsedal podvýboru pro registraci pro sčítání lidu. Mandát za Všeobecné sionisty získal i po volbách v roce 1955. Byl členem výboru pro ekonomické záležitosti, výboru práce a výboru pro záležitosti vnitra. Ve volbách v roce 1959 nebyl zvolen. Znovu se v Knesetu objevil po volbách v roce 1961, kdy kandidoval opět za Liberální stranu. V průběhu volebního období přešel do nové pravicové formace Gachal. Stal se členem výboru finančního a výboru House Committee. Opětovně byl na kandidátce Gachal zvolen ve volbách v roce 1965. Byl členem finančního výboru. Ve volbách v roce 1969 poslanecký mandát neobhájil.